# Sinodictyna fushunensis
Genre
Espèce
Sinodictyna fushunensis, unique représentant du genre Sinodictyna, est une espèce éteinte d'araignées. Elle est considérée comme une Entelegynae incertae sedis.

## Distribution
Cette espèce a été découverte dans de l'ambre de Fu Shun au Liaoning en Chine. Elle date du Paléogène.

## Étymologie
Son nom d'espèce, composé de fushun et du suffixe latin -ensis, « qui vit dans, qui habite », lui a été donné en référence au lieu de sa découverte, Fu Shun.

## Publication originale
- (en) Hong, 1982 : Discovery of new fossil spiders in amber of Fushun Coalfield. Scientia Sinica Series B (Chemical Biological Agricultural Medical & Earth Sciences), vol. 25, no 4, p. 431-437.